# Dejvi Glavevski
Dejvi Glavevski (født 17. november 1967) er en tidligere makedonsk fodboldspiller.

## Karriere
Dejvi Glavevski trådte sine første fodboldstøvler i den makedonske klub FK Pelister Bitola. I 1996 hentede cheftræner i Vejle Boldklub, Ole Fritsen, makedoneren til Danmark, hvor han hurtigt opnåede kultstatus.
Dejvi Glavevski var en træfsikker angriber, der gik til stålet. I hvert fald i hans første sæson i Vejle Boldklub, for allerede i hans anden sæson i klubben udviklede Dejvi et spøjst "hulemandslook", og samtidig virkede det som om, han havde tabt halvdelen af sin hurtighed. Ikke desto mindre skabte han en masse uro i modstandernes forsvar med sin pågående stil, hvilket gav tid og rum til de øvrige angribere.
Glavevski havde stor andel i Vejle Boldklubs sølvmedaljer i sæsonen 1996/97. Ikke mindst leverede han en pragtpræstation og scorede et rigtigt fighter-mål i forårssæsonens første kamp på Vejle Stadion mod Brøndby IF, som VB vandt 3-0. I en kamp hvor i Thomas Gravesen i øvrigt scorede 2 mål på straffespark.
I samme sæson blev Dejvi Glavevski udtaget til det makedonske landshold, hvor han scorede hattrick i sin første kamp.
Sammen med Julian Barnett og Pablo Piñones-Arce regnes Dejvi Glavevski blandt de bedste udlændinge nogensinde i den røde VB-trøje.